# ક
Cette page contient des caractères spéciaux ou non latins. S’ils s’affichent mal (▯, ?, etc.), consultez la page d’aide Unicode.
ક, appelé ka et transcrit k, est une consonne de l’alphasyllabaire gujarati.

## Représentations informatiques
Ses caractères Unicode sont :
| formes | représentations | chaînes de caractères | points de code | descriptions                                |
| ------ | --------------- | --------------------- | -------------- | ------------------------------------------- |
| pleine | ક               | ક                     | U+0A95         | lettre gujarati ka                          |
| morte  | ક્               | ક◌્                    | U+0A95 U+0ACD  | lettre gujarati ka, symbole gujarati virama |